# Le Thour
Le Thour est une commune française, située dans le département des Ardennes en région Grand Est.

## Géographie
| Nizy-le-Comte (Aisne) | Saint-Quentin-le-Petit  | Banogne-Recouvrance |
|                       | Thour                   |                     |
| Lor (Aisne)           | Villers-devant-le-Thour | Saint-Germainmont   |

Le Thour est un village de plus de 300 habitants situé dans le sud ouest des Ardennes à environ 300 m du département de l'Aisne ainsi que de la Région Hauts-de-France. Ce village est à l'intersection de deux grandes villes, Rethel (22 km), Laon (34 km) et d'une métropole,  Reims (35 km). Le collège de secteur est le collège multisite d'Asfeld/Château-Porcien situé à Asfeld.  Les lycées de secteurs sont à Rethel : 
- Lycée agricole
- Lycée Verlaine

Les élèves peuvent également se rendre dans les lycées à Reims ou autres mais avec dérogation. Les commerces les plus proches se trouvent à Saint-Germainmont. Carrefour est le magasin le plus proche situé à Asfeld près de la gendarmerie nationale.

### Hydrographie
La commune est dans la région hydrographique « la Seine du confluent de l'Oise (inclus) à l'embouchure » au sein du bassin Seine-Normandie. Elle est drainée par le ruisseau des Barres, le ruisseau de Nizy et le ru du Bas Bois,.
Le ruisseau des Barres, d'une longueur de 28 km, prend sa source dans la commune de Fraillicourt et se jette  dans l'Aisne à Asfeld, après avoir traversé neuf communes.

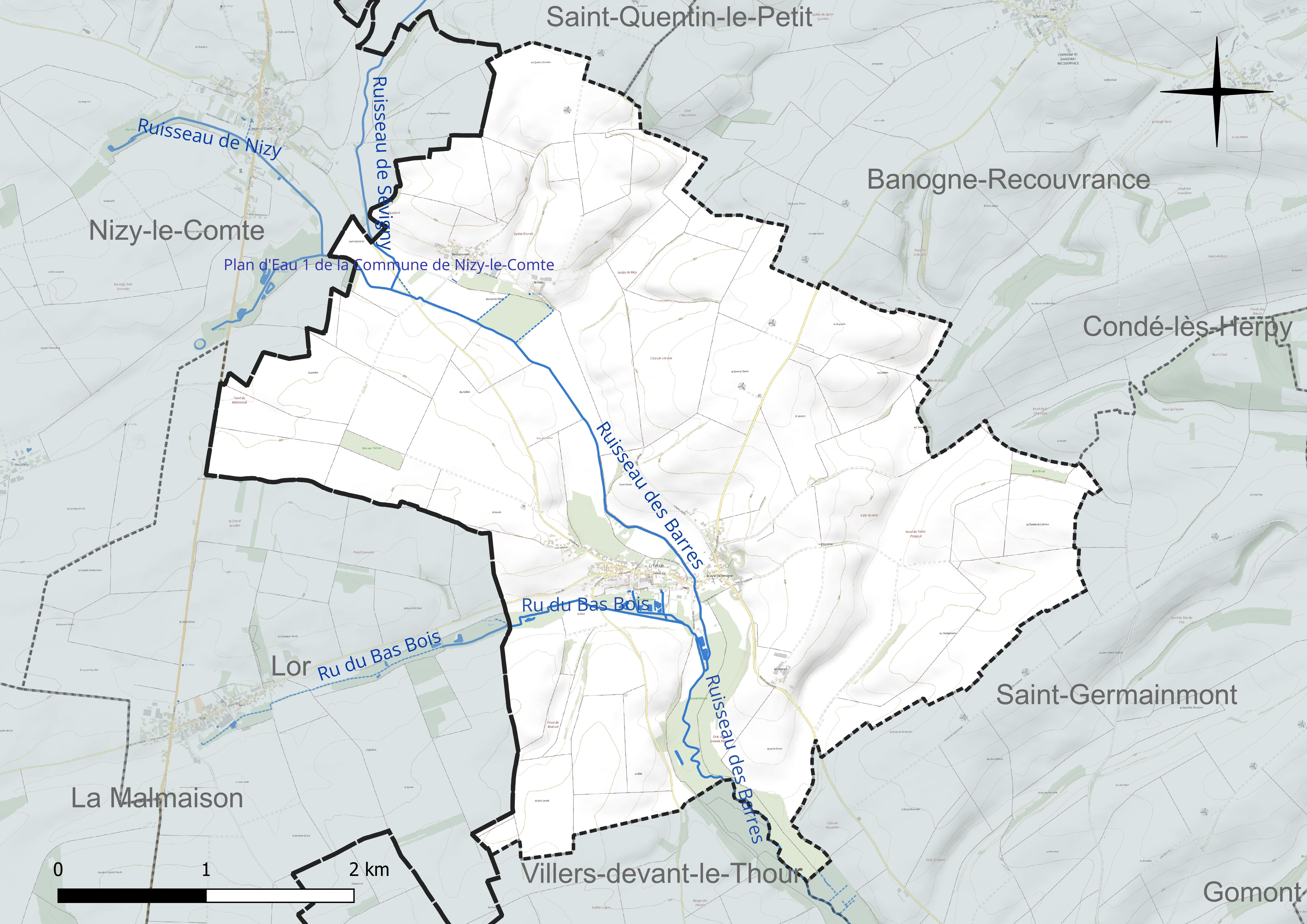
Réseau hydrographique du Thour.

### Climat
Pour des articles plus généraux, voir Climat du Grand Est et Climat des Ardennes.
En 2010, le climat de la commune est de type climat océanique dégradé des plaines du Centre et du Nord, selon une étude du Centre national de la recherche scientifique s'appuyant sur une série de données couvrant la période 1971-2000. En 2020, Météo-France publie une typologie des climats de la France métropolitaine dans laquelle la commune est exposée à un climat océanique altéré et est dans la région climatique Nord-est du bassin Parisien, caractérisée par un ensoleillement médiocre, une pluviométrie moyenne régulièrement répartie au cours de l’année et un hiver froid (3 °C).
Pour la période 1971-2000, la température annuelle moyenne est de 10,3 °C, avec une amplitude thermique annuelle de 15,5 °C. Le cumul annuel moyen de précipitations est de 736 mm, avec 12,1 jours de précipitations en janvier et 9,1 jours en juillet. Pour la période 1991-2020, la température moyenne annuelle observée sur la station météorologique de Météo-France la plus proche, « Banogne-Recouvrance », sur la commune de Banogne-Recouvrance à 5 km à vol d'oiseau, est de 11,1 °C et le cumul annuel moyen de précipitations est de 773,4 mm. 
La température maximale relevée sur cette station est de 40,8 °C, atteinte le 25 juillet 2019 ; la température minimale est de −14 °C, atteinte le 10 janvier 2003,,.
Les paramètres climatiques de la commune ont été estimés pour le milieu du siècle (2041-2070) selon différents scénarios d'émission de gaz à effet de serre à partir des nouvelles projections climatiques de référence DRIAS-2020. Ils sont consultables sur un site dédié publié par Météo-France en novembre 2022.

## Urbanisme

### Typologie
Au 1er janvier 2024, Le Thour est catégorisée commune rurale à habitat dispersé, selon la nouvelle grille communale de densité à 7 niveaux définie par l'Insee en 2022.
Elle est située hors unité urbaine. Par ailleurs la commune fait partie de l'aire d'attraction de Reims, dont elle est une commune de la couronne,. Cette aire, qui regroupe 294 communes, est catégorisée dans les aires de 200 000 à moins de 700 000 habitants,.

### Occupation des sols
L'occupation des sols de la commune, telle qu'elle ressort de la base de données européenne d’occupation biophysique des sols Corine Land Cover (CLC), est marquée par l'importance des territoires agricoles (93,7 % en 2018), une proportion identique à celle de 1990 (93,7 %). La répartition détaillée en 2018 est la suivante : 
terres arables (91 %), forêts (3,3 %), zones urbanisées (3 %), zones agricoles hétérogènes (2,7 %). L'évolution de l’occupation des sols de la commune et de ses infrastructures peut être observée sur les différentes représentations cartographiques du territoire : la carte de Cassini (XVIIIe siècle), la carte d'état-major (1820-1866) et les cartes ou photos aériennes de l'IGN pour la période actuelle (1950 à aujourd'hui).

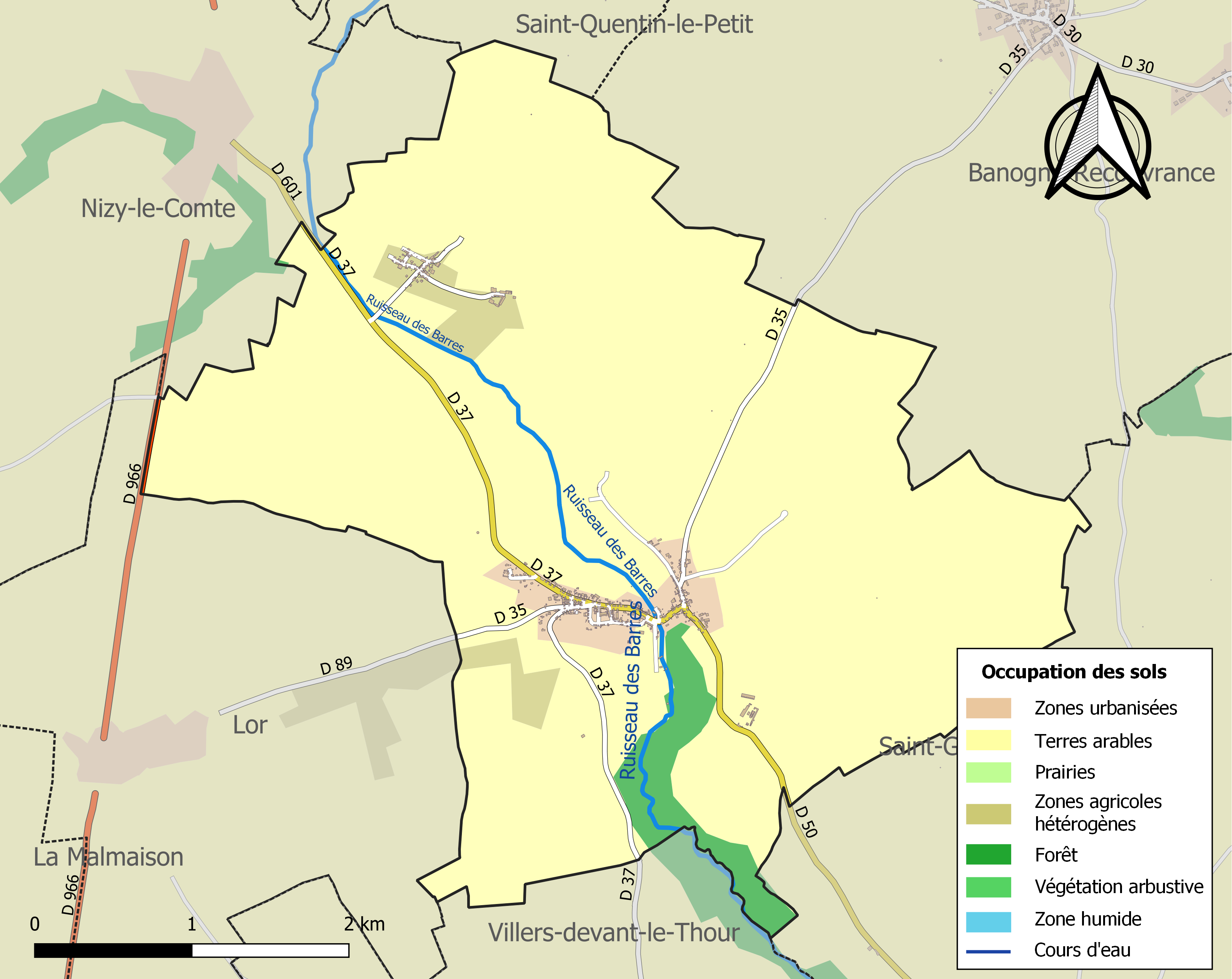
Carte des infrastructures et de l'occupation des sols de la commune en 2018 (CLC).

## Toponymie
Le nom de la localité est attesté sous les formes de Turro entre 1109-24, de Turno en 1188-9.
De l'oïl tour « détour , sinuosité d'une rivière », le ruisseau des Barres.

## Histoire
Au temps de Charles le Simple, cette localité était une villa royale. A l’époque féodale, elle comptait un château fort, dont il ne reste aucun vestige.  C’est là que se retire Sybille de Porcien, après avoir été répudiée par Godefroid Ier (1067-1139), comte de Namur. La terre de Thour avait le titre de baronnie.
En 1182, Bauduin V, comte de Hainaut, en guerre avec le duc de Brabant, compte, entre autres, parmi ses auxiliaires, Raoul de Tur (de la famille alliée aux Rumigny), Rainald et Baudouin de Donchéry, Manassès, comte de Rethel, l’évêque de Laon et son frère, Rainald de Rozoy, Raoul, comte de Soissons…
Dans une charte de l’abbaye de Signy de 1141, il est question de Raoul du Thour, d’Élisabeth, son épouse, et de Raoul, leur fils. Ce dernier étant parti en croisade en 1189, meurt deux ans plus tard en Terre sainte. Après lui, la terre et châtellenie du Thour passe dans la maison de Chimay (Belgique).
Pendant la Première Guerre mondiale, le village est occupé de 1914 à 1918, tout en étant bien souvent proche de la ligne de front. Dans les dernières semaines du conflit, la bataille de la ligne Hindenburg se révèle désastreuse pour cette partie méridionale du département des Ardennes.

## Politique et administration
| Période                                  | Période    | Identité             | Étiquette | Qualité                                                           |
| ---------------------------------------- | ---------- | -------------------- | --------- | ----------------------------------------------------------------- |
| avant 1876                               | après 1877 | Sorlet               |           |                                                                   |
| avant 1981                               | ?          | Paul Boucher         |           |                                                                   |
| mars 2001                                | 2014       | Jean-Jacques Boucher |           |                                                                   |
| mars 2014                                | En cours   | Ingrid Boucher       | DVD       | Employée du secteur privé, conseillère départementale depuis 2021 |
| Les données manquantes sont à compléter. |            |                      |           |                                                                   |

## Démographie
L'évolution du nombre d'habitants est connue à travers les recensements de la population effectués dans la commune depuis 1793. Pour les communes de moins de 10 000 habitants, une enquête de recensement portant sur toute la population est réalisée tous les cinq ans, les populations de référence des années intermédiaires étant quant à elles estimées par interpolation ou extrapolation. Pour la commune, le premier recensement exhaustif entrant dans le cadre du nouveau dispositif a été réalisé en 2004.

En 2022, la commune comptait 363 habitants, en évolution de −13,16 % par rapport à 2016 (Ardennes : −2,97 %, France hors Mayotte : +2,11 %).
| 1793 | 1800 | 1806 | 1821 | 1831 | 1836 | 1841 | 1846 | 1851 |
| ---- | ---- | ---- | ---- | ---- | ---- | ---- | ---- | ---- |
| 394  | 506  | 545  | 544  | 659  | 707  | 708  | 708  | 728  |

| 1866 | 1872 | 1876 | 1881 | 1886 | 1891 | 1896 | 1901 | 1906 |
| ---- | ---- | ---- | ---- | ---- | ---- | ---- | ---- | ---- |
| 702  | 630  | 610  | 581  | 568  | 563  | 545  | 552  | 549  |

| 1911 | 1921 | 1926 | 1931 | 1936 | 1946 | 1954 | 1962 | 1968 |
| ---- | ---- | ---- | ---- | ---- | ---- | ---- | ---- | ---- |
| 534  | 379  | 487  | 515  | 495  | 514  | 529  | 442  | 377  |

| 1975 | 1982 | 1990 | 1999 | 2004 | 2006 | 2009 | 2014 | 2019 |
| ---- | ---- | ---- | ---- | ---- | ---- | ---- | ---- | ---- |
| 333  | 303  | 351  | 317  | 327  | 316  | 330  | 393  | 378  |

| 2022 | - | - | - | - | - | - | - | - |
| ---- | - | - | - | - | - | - | - | - |
| 363  | - | - | - | - | - | - | - | - |

## Transports
Il y deux arrêts scolaires, le premier, sur la place de la mairie, et le second, en face du monument aux morts (en haut du village).

## Lieux et monuments
- Église Saint-Nicolas du Thour.

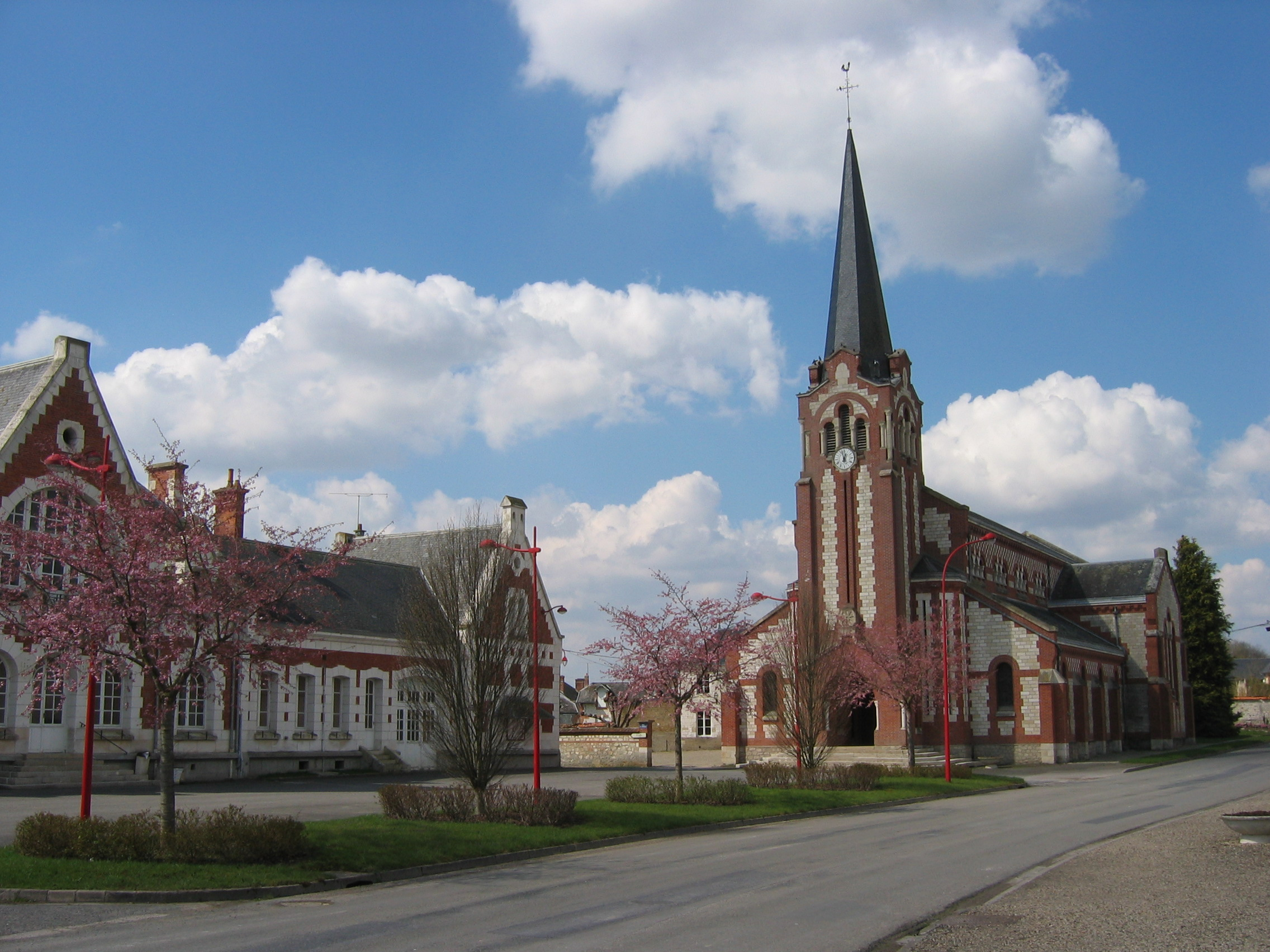
L'église et la place centrale avec la mairie et l'école.

Comme toute la partie méridionale des Ardennes, le village de Le Thour souffre particulièrement durant la Première Guerre mondiale, et tout particulièrement dans les dernières semaines de guerre : le village sort dévasté du conflit, et l'église est détruite.
Elle est reconstruite dans l'entre-deux-guerres. La nouvelle église est assez intéressante avec son clocher-porche, s'élevant au-dessus d'une composition d'ensemble marquée par l'association de la brique rouge et de carreaux de craie blanche de la région, avec des décors géométriques entre ces deux matériaux, sur toutes les façades. Ces deux matériaux ont également été utilisés pour reconstituer le bâti du village. L'intérieur est simple, avec quelques éléments travaillés avec élégance, les vitraux aux damiers bleus et jaunes, la charpente, les grilles du baptistère, etc...
Le Thour disposait d'une gare reconvertie en maison à ce jour, une gare en brique rouge, de forme rectangulaire avec une triple voie ferrée se situant en face du quai. Le chemin de fer traversait la Grande rue en passant par le chemin de la Culée ou à l'inverse, en passant par le chemin du Pré-Didier, continuant sur Saint-Germainmont.

## Économie

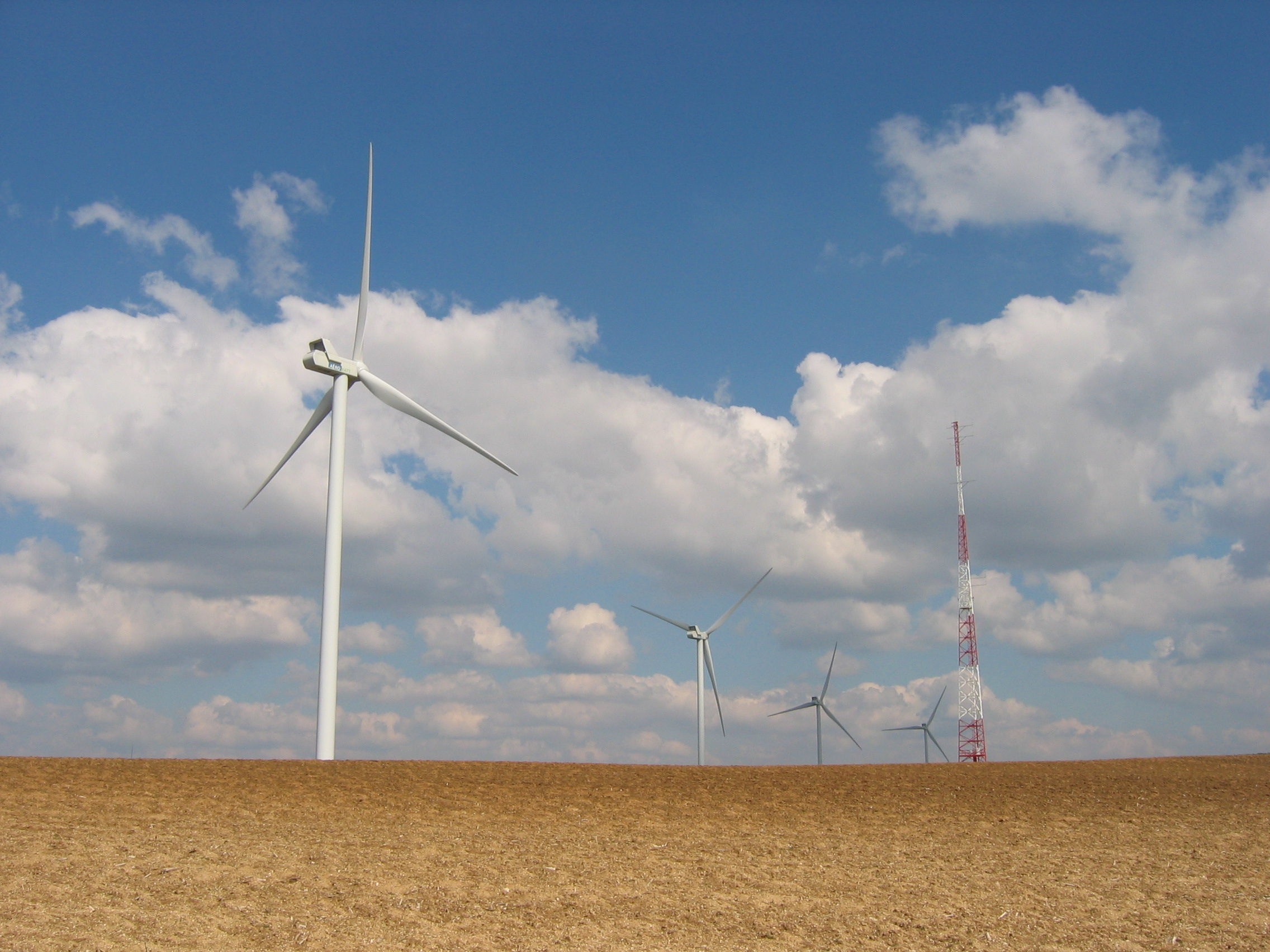
Éoliennes en hauteur, près du village.

La commune du Thour comprend plusieurs éoliennes sur son territoire,  les premières étant mises en service le 20 février 2013 et inaugurées le 29 mars 2013. Chaque pale fait 56 mètres. L'envergure de ces pales leur permettent de démarrer avec des vents de 10 km/h. Ces trois éoliennes font partie d'un parc éolien appelé La Motelle comptant huit éoliennes au total : trois à Saint-Quentin-le-Petit et deux à Banogne-Recouvrance.
Ce parc couvre les besoins en électricité de 24 000 personnes.
Détails :
- Production électrique: 60 GWh/an
- Modèle éolienne: VESTAS v112-3MW
- Puissance installée: 24 Mw
- Hauteur du mât: 94 m
- Longueur des pales: 56 m

## Personnalités liées à la commune
- Jean-Pierre-Hubert Coquet, (1822-1882), inspecteur des troupes de Marine